# Słupino
Słupino (kaszb. Jezoro Słupino) – jezioro przepływowe w Borach Tucholskich, na obszarze Kaszub Południowych (powiat kościerski, województwo pomorskie) na obszarze Wdzydzkiego Parku Krajobrazowego. Powierzchnia całkowita jeziora wynosi 67 ha. Słupino jest jeziorem rynnowym połączonym z jeziorem Słupinko na wschodzie i z jeziorem Chebdy na zachodzie. W okolicach jeziora znajdują się miejscowości Dąbrówka oraz Kloc.

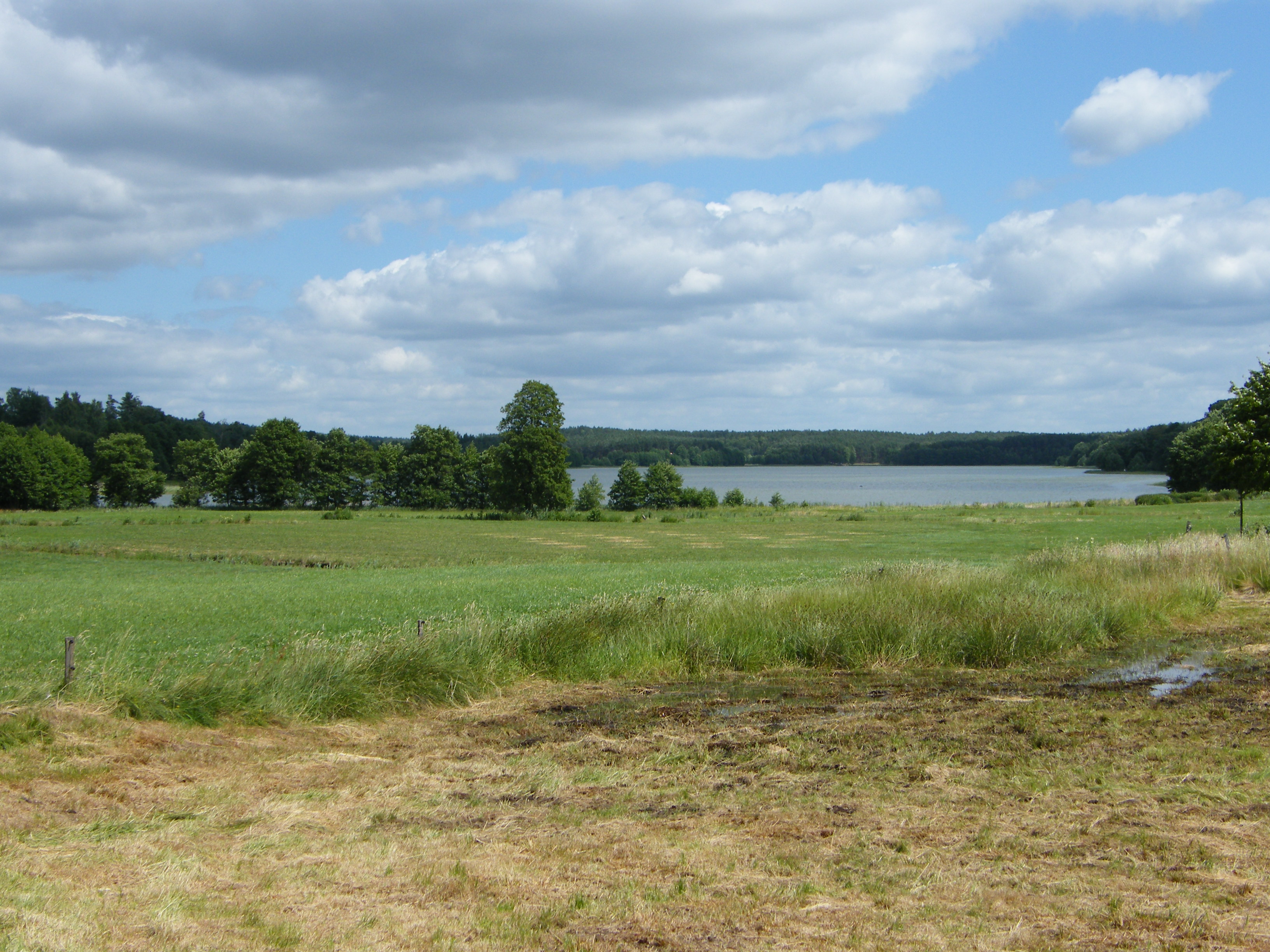
Widok z zachodniego brzegu jeziora

Okolice zachodniego brzegu jeziora planuje się objąć rezerwatem przyrody „Brzeg Jeziora Cheb”.